# Играчи карата
Играчи карата (фр. Les Joueurs de cartes) је низ уметничких дела француског сликара Пола Сезана. То је низ од 5 слика, сликаних техником уље на платну, које су настале током Сезановог периода пред смрт, у раним 1890им годинама и припадају постимпресионистичком стилу.
Постоји 5 познатих верзија слике, које варирају у величини и броју насликаних играча. Чувају се у Музеју Орсе, Институту уметности Куртланд, Музеју Метрополитен у Њујорку, и у Барнсовој фондацији у Филаделфији. Најновија верзија се налазила у приватној колекцији Грка Џорџа Ембрикоса све до 2011. године, када је продата краљевској породици државе Катар за рекордних 259 милиона америчких долара, попевши се на прво место најскупље продатих слика икад.

## Краћа биографија аутора
Сезан је рођен 1839. године у Екс ан Провансу, у Француској, а умро 1906. године у свом родном граду. Био је једна од најзначајнијих личности француског и европског сликарства, са пресудним утицајем на његов даљи развој. Његово дело представља прелаз између импресионизма и кубизма, те су га историчари уметности сврстали у постимпресионизам. За свог живота није сматран за великог уметника, јар његова уметност је била нова и несхваћена. Тек пред сам крај његовог живота почиње да бива познат, а његова дела су се тек постхумно почела веома ценити. Његова најзначајнија дела су Плава ваза, Портрет госпође Сезан, Поглед на Естак, Младић у црвеном прслуку и Планина Сент Виктоар.

## Анализа уметничког дела
Иако је познато за 5 верзија из низа слика Играчи карата, последње три су врло сличне у композицији, као и броју играча (двојица). Тачни датуми и редослед настанка ових слика су непознати. Иако се дуго претпостављало да је Сезан почео од већих платна, према мањим, истраживања последњих година оспоравају ову претпоставку.
Свака слика садржи провансалске сељаке у потпуности заокупљеним пушењем њихових лула и играњем карата. Актери, сви мушкарци, се приказују удубљени у своје карте, са погледом усмереним надоле, пратећи игру. Мотив за ове слике је Сезан пронашао код холандских и француских сликара из 17. века. Међутим, док су они приказивали грубијашке игре пијаних коцкара у кафанама, он их је заменио трговцима сталоженог изгледа, камених лица и у поједностављеном окружењу. Код жанровских сликара из XVII века се приказује тренутак драме, портрети овог сликара су препознатљиви управо по недостатку исте, одсуству пића, новца за коцкање, као и конвенционалне конверзације.

## Физичке карактеристике
Сликарска техника коришћена за дело Играчи карата. Највећа верзија је димензија 134,6 са 180,3 cm и чува се у Барнсовој фондацији. У Музеју Метрополитен се налази дело димензија 65 са 81 cm Димензије овог дела су 47,5 cm са 57 cm, техника је уље на платну.

## Галерија
Верзије
- Играчи карата, 1890–92, Барнсова фондација, Филаделфија, Пенсилванија.
- Играчи карата, 1892–93, 65 × 81 cm, Музеј Метрополитен, Њујорк